# Il faraone (film)
Il faraone (Faraon) è un film del 1966 diretto da Jerzy Kawalerowicz, tratto dall'omonimo romanzo fantapolitico di Bolesław Prus del 1895.
È stato presentato in concorso al 19º Festival di Cannes.

## Trama
Antico Egitto, XI secolo a.C.: il giovane faraone Ramses XIII, il successore del regnante Ramses XII, vuole riformare e migliorare la sorte dei servi impoveriti. Egli mira inoltre alla conquista degli Assiri, al fine di arricchire il Paese. I suoi piani contro i sommi sacerdoti stanno avendo un impatto significativo sulla politica dello Stato, in quanto essi custodiscono la ricchezza degli dei nascosta in un labirinto del tempio di Ammone, e si rifiutano di utilizzarla per salvare le sorti dello Stato. Tuttavia, la loro arma più potente è la conoscenza, a disposizione di pochi eletti. Alla morte del Faraone, il giovane Ramses cerca di opporsi ai sacerdoti, nelle cui mani è il potere esecutivo effettivo nel Paese.

## Produzione
Tratto dal romanzo di Bolesław Prus del 1895.
(Tadeusz Konwicki, uno degli sceneggiatori del film)
La produzione del film durò complessivamente tre anni, iniziando nell'autunno del 1962. Tra i tanti consulenti del film vi furono Kazimierz Michałowski, noto egittologo polacco di fama mondiale, e Shadi Abdel Salam, regista egiziano che fece parte della consulenza del film Cleopatra.

### Luoghi delle riprese
Le scene ambientate nel deserto sono state girate nel deserto del Kizilkum e nei pressi di Bukhara, in Uzbekistan; la scena di Ramses XIII e Sarah ambientata nel Nilo è in realtà un'isola artificiale creata appositamente per il film sul Lago Kirsajty, nel voivodato della Varmia-Masuria, in Polonia; gli esterni delle rovine e del Grande tempio di Ammone sono stati girati nel complesso templare di Karnak, a Luxor, in Egitto.

## Edizione italiana
L'edizione italiana, come avvenuto in molti Paesi europei, è stata accorciata di oltre mezz'ora eliminando alcune scene di nudo o quelle particolarmente truculente come la sfilata dei cesti pieni di mani mozzate.

## Colonna sonora
L'intero film è esente da musiche; la colonna sonora comprende soltanto alcuni cori, doppiati in italiano nell'edizione italiana.

## Critica
(Leo Pestelli su La Stampa, 9 aprile 1967)
Storicamente non esiste alcun faraone di nome Ramses XIII in  quanto l'ultimo Ramses fu l'XI.